# Calypte costae
Calypte costae е вид птица от семейство Колиброви (Trochilidae).

## Разпространение
Видът е разпространен в Канада, Мексико и САЩ.